# Доні

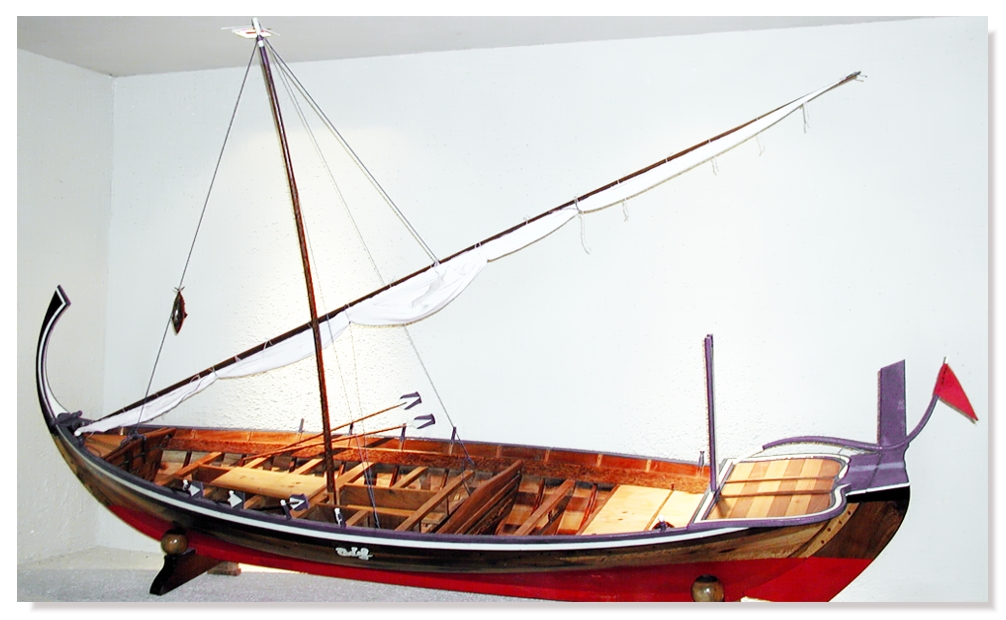
Доні — традиційний рибальський човен Мальдів.

Доні (мальд. ދޯނި, dhoani; англ. dhoni, thoni або dhoney) — традиційне багатофункціональне вітрильне судно, озброєне  латинським вітрилом, яке використовується на Мальдівах, Південній Індії та Шрі-Ланці. Розрізняючись за розміром та формою, вони використовуються як рибальське судно, пором, торговельне та вантажне судно. Сучасні доні можуть бути озброєні двигуном.

## Походження

### Етимологія
Термін доні має дравідійське (тамільсько — малаяламське) походження, похідне від кореня слова tull, що означає «копати. довбати», оскільки ранні традиційні доні виготовлялися видовбаної однієї колоди.

### Історія

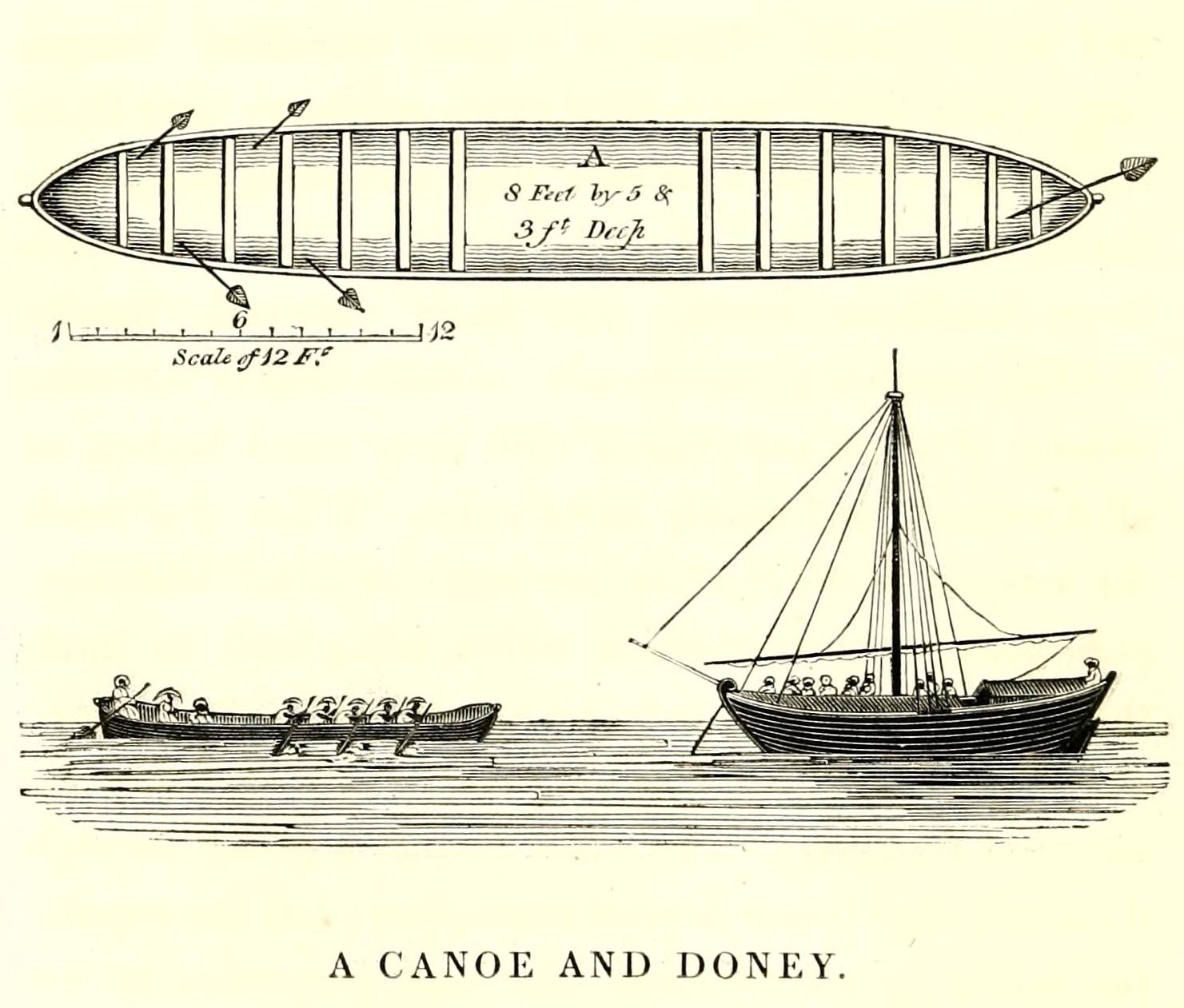
Доні з прямим чотирикутним вітрилом (в правому нижньому куті зображення).

Доні згадується в тамільському написі приблизно 1200/1256 рр. н. е. з Крішнапаттінама на узбережжі Андгра:93–94. Традиційний доні є одним із найстаріших відомих морських суден на Мальдівах. Багато з цих традиційних вітрильних суден вимушено були побудовані з деревини кокосової пальми. Вітрильний доні раніше використовувався мальдівськими рибалками. Під час промислової революції багато рибалок перейшли на механізованих доні.

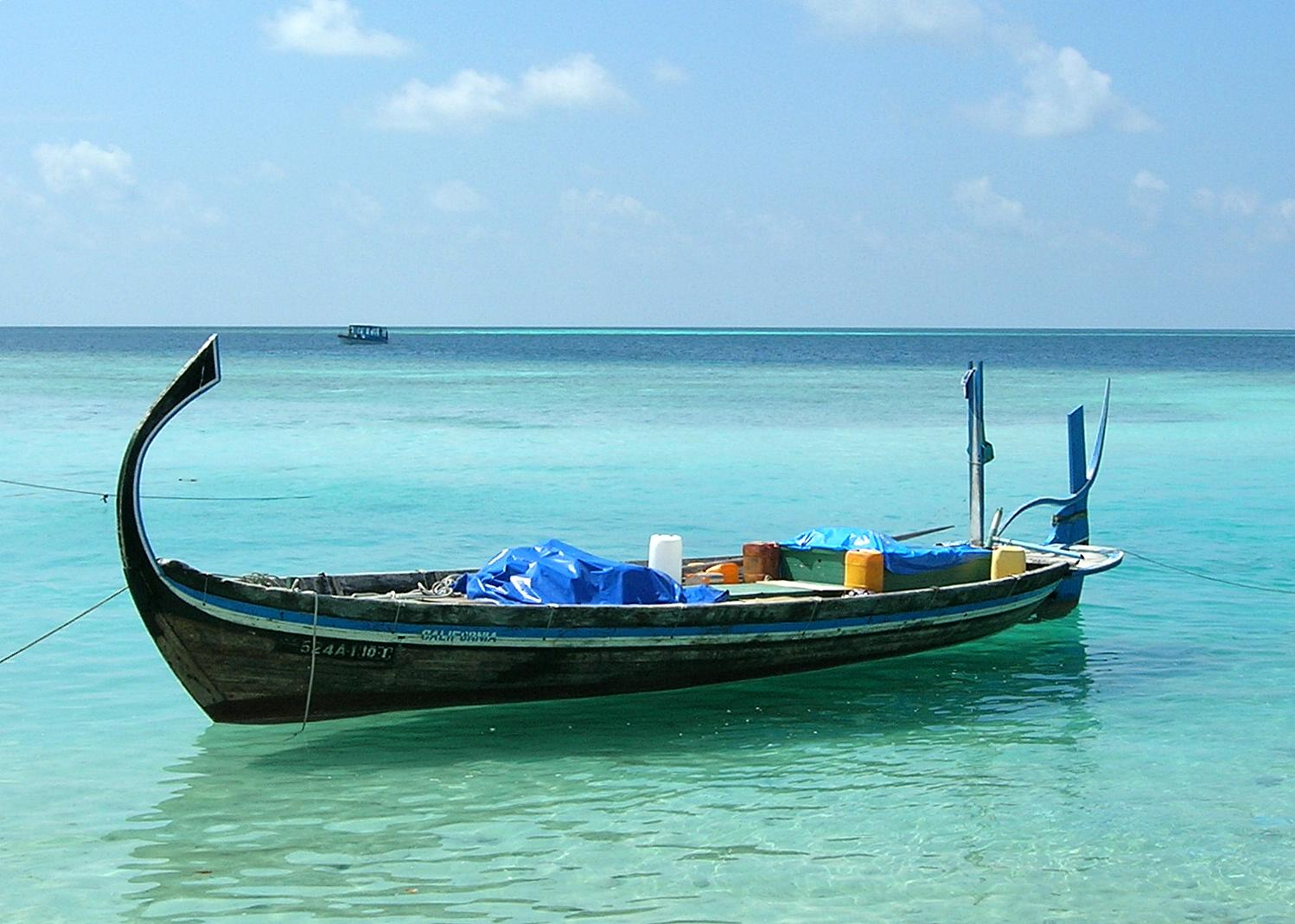
Доні без щогли та вітрил.

Слово тамільської, каннадської та конканської мови для невеликого човна — доні, а малаяламське слово для невеликого човна — туоні, можливо, через торговельні зв'язки між арабами та народом конкані в Гоа та інших портових містах Конкану та прибережної південно-західної Індії.

Джеймс Велш, розповідаючи про своє 40-річне служіння в Індії, описав доні:
«Доні» або «тоні» на східному узбережжі — велике незграбне судно, яке перевозить дуже важкі вантажі навіть до портів на західному березі півострова. Вони мають одну щоглу та квадратне вітрило, іноді використовують невелике верхнє вітрило. Вони вважаються морськими суднами, але не мають зручностей, звичних для європейців і, як правило, є дуже важкими вітрильниками.

## Будівництво

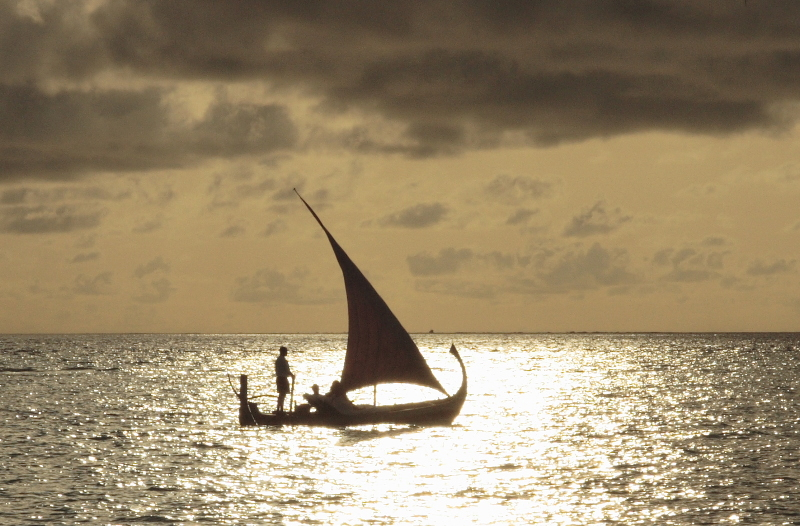
Доні з латинським вітрилами.

Як і інші кораблі без внутрішнього каркасу, доні будувався без попереднього плану. Майстер-тесляр знімав мірки і давав вказівки теслям. Сучасні доні часто будують із скловолокна. Доні, оснащені дизельними двигунами, широко використовуються на курортних островах для транспортування дайверів, їхній низький надводний борт ідеально підходить для цієї діяльності.
Мальдівські острови мають великий рибальський флот із суден, побудованих на території країни, кожне з яких перевозить вісім-дванадцять осіб. Майже всі вони є варіантами доні, які традиційно виготовлялись з деревини кокосових пальм, хоча все частіше використовується імпортна деревина з Південно-Східної Азії. Спочатку ці човни були вітрильними, а тепер зазвичай оснащені двигунами. Основне місце для будівництва доні знаходиться в Аліфуші на атолі Раа. Будівництво доні є традиційним ремеслом на Мальдівах, і молодих учнів навчають кваліфіковані майстри. Човни, створені з дерева, займають 60 днів.

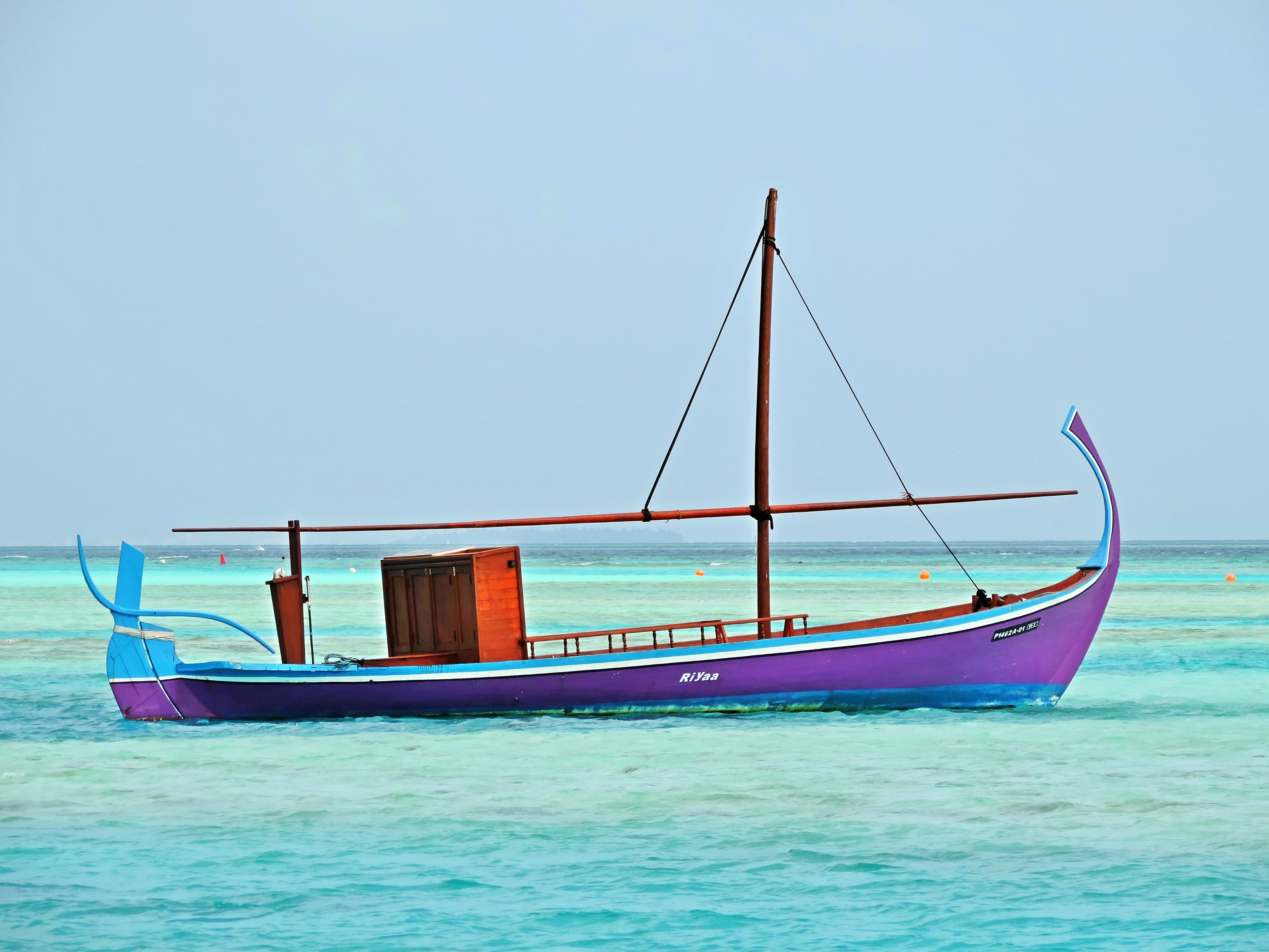
Доні зі спущеним вітрилом (фото 2015 р.)

## Оновлення
Протягом 1980-х років, використовуючи позику в розмірі 3,2 мільйона доларів США від Міжнародної асоціації розвитку (IDA), більшість човнів були механізовані. Хоча використання двигунів додало до операційних витрат витрат на паливо, це призвело до подвоєння вилову риби між 1982 і 1985 роками. Крім того, у 1992 р. вилов 82 тис. т. став рекордним; наприклад, в 1987 р. вилов становив 56,9 тис. т..

## Використання
У 1995 році на Мальдівах було зареєстровано 1674 рибальських судна. З них 1407 були моторизованими плавзасобами (masdhoni - масдоні) для лову тунця в прибережних водах, п'ять були вітрильними масдхоні, 48 були механізованими вадхудхоні, 209 були вітрильними вадхудхоні та 5 були гребними човнами, які використовувалися для тралення у рифових водах.